# Micrandra heterophylla
Micrandra heterophylla là một loài thực vật có hoa trong họ Đại kích. Loài này được Poiss. mô tả khoa học đầu tiên năm 1902.